# بمب‌گذاری انتحاری در رستوران ماکسیم
بمب‌گذاری در رستوران ماکسیم یک بمب‌گذاری انتحاری بود که در ۴ اکتبر ۲۰۰۳ در رستوران ساحلی «ماکسیم» در حیفا، اسرائیل رخ داد. در این حمله ۲۱ غیرنظامی کشته و ۶۰ نفر زخمی‌شدند. در میان قربانیان دو خانواده و چهار کودک از جمله یک نوزاد دوماهه نیز حضور داشتند.
این رستوران در کنار دریا در نزدیکی مرز جنوبی شهر حیفا واقع شده و اغلب مردم محلی عرب و یهودی در آن حضور داشتند و به‌طور گسترده به عنوان نمادی از همزیستی مسالمت‌آمیز در حیفا دیده می‌شد.
سازمان جهاد اسلامی مسئولیت این حمله را بر عهده گرفت. یاسر عرفات رئیس‌جمهور فلسطین آن را محکوم کرد. فضای داخلی رستوران در اثر انفجار ویران شد (هفت ماه پس از حمله کاملاً بازسازی شد).

## زمینه
رستوران ماکسیم یک رستوران ساحلی است که در نزدیکی ورودی جنوبی حیفا قرار دارد. مالکیت مشترک آن یهودیان و اعراب مسیحی است و به عنوان نمادی از همزیستی شناخته شده است.

## حمله

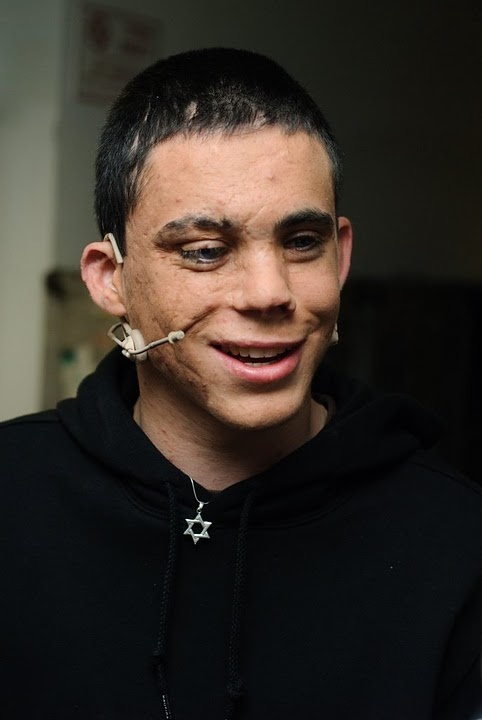
اوران آلموگ، که در زمان بمب‌گذاری ده ساله بود، در اثر انفجار نابینا شد، دو تن از پدربزرگ و مادربزرگ خود، پدر، برادر و پسر عمویش را نیز از دست داد.

در ۴ اکتبر ۲۰۰۳، در ساعت ۱۴:۱۰ بعد از ظهر، بمب‌گذار انتحاری فلسطینی هنادی جرادات کمربند انفجاری خود را در داخل رستوران عرب یهودی ماکسیم در حیفا منفجر کرد. ۲۱ اسرائیلی (۱۸ یهودی و ۳ عرب) کشته و ۶۰ نفر دیگر زخمی‌شدند. این بمب شامل قطعات فلزی بود که در اطراف هسته انفجاری بسته شده بود، که در اطراف رستوران پخش شد و اثر کشندهٔ بمب را به حداکثر رساند. به گفته منابع پلیس حیفا، اوضاع پس از انفجار وحشتناک بود، برخی از کشته‌شدگان هنوز پشت میزهای خود نشسته بودند، در حالی که برخی دیگر از جمله کودکان و نوزادان به دیوارها کوبیده شدند. بر اثر شدت انفجار، از جرادات تنها سر او باقی مانده بود.
در میان قربانیان دو خانواده و چهار کودک از جمله یک نوزاد دوماهه نیز حضور داشتند. سه تن از مقامات مکابی حیفا در این بمب‌گذاری به‌طور جزئی مجروح شدند.

## بمب‌گذار
بمب‌گذار انتحاری، هنادی جرادات ۲۸ ساله از جنین، ششمین بمب‌گذار انتحاری زن انتفاضه الاقصی و دومین زن جذب شده توسط جهاد اسلامی بود.
زمانی که او ۲۱ ساله بود، نامزدش توسط نیروهای امنیتی اسرائیل کشته شده بود. جرادات در زمان بمب‌گذاری انتحاری خود دانشجوی حقوق بود و تا چند هفته دیگر صلاحیت وکالت را به دست می‌آورد. بر اساس گزارشی در هاآرتص، بر اساس رسانه‌های عربی و مصاحبه با منابع اسرائیلی و عربی، او پس از اینکه نیروهای دفاعی اسرائیل پسر عموی او (صلاح، ۳۴ ساله) و برادر کوچکترش (فادی، ۲۵ ساله) را کشتند ، با انجام بمب‌گذاری موافقت کرد. هر دوی این افراد توسط نیروهای اسرائیلی متهم به فعالیت برای جهاد اسلامی‌شده بودند و پسر عموی او از اعضای ارشد گروه گردان‌های قدس به‌شمار می‌رفت.

## پاسخ اسرائیل
یک روز پس از بمب‌گذاری انتحاری، ارتش اسرائیل خانه خانواده جرادات و خانه دو همسایه را که در بمب‌گذاری دخالتی نداشتند تخریب کرد. اسرائیل مدعی شد این حمله در مقر جهاد اسلامی فلسطین در دمشق برنامه‌ریزی شده بود و در پاسخ یک اردوگاه آموزشی تروریستی ادعایی در عین الصاحب سوریه توسط چهار جت نیروی هوایی اسرائیل بمباران شد. در این حمله یک نفر مجروح شد و مهمات نیز منهدم شد.
جمال مهدجن، یک اسرائیلی عرب اهل ام الفهم، چند ساعت پس از حمله به دلیل رساندن جرادات به مقصد با ماشین دستگیر شد. مهدجن مرتباً با استفاده از کارت شناسایی اسرائیلی خود فلسطینیان را در ازای پول به اسرائیل می‌برد. او اقدامات خود را به مأموران شین بت اعتراف کرد و در دادگاه منطقه حیفا به دلیل دست داشتن در قتل و سایر جنایات مربوط به فعالیت‌های غیرقانونی خود در ۱۰ نوامبر محاکمه شد
در ۷ نوامبر، نیروهای دفاعی اسرائیل، امجد عابیدی، مبارز ارشد جهاد اسلامی را که این حمله را برنامه‌ریزی کرده بود، همراه با تعدادی بمب‌گذاری انتحاری دیگر در طی عملیاتی در جنین دستگیر کردند. در طول عملیات، جنین تحت مقررات منع آمد و شد قرار گرفت، زیرا سربازان در حال بازرسی خانه‌ها بودند. یک نوجوان فلسطینی هنگام بالا رفتن از تانک به ضرب گلوله کشته شد و سه فلسطینی زخمی‌شدند. مجتمعی که عابیدی در آن مخفی شده بود شناسایی و مورد بازرسی قرار گرفت و یک انبار سلاح کشف شد. پس از پرتاب نارنجک به انبار، عابیدی به صورت خفیف مجروح و تسلیم شد. هنگامی که سربازان جنین را به همراه عابیدی ترک کردند، ستیزه‌جویان فلسطینی به سوی آن‌ها آتش گشودند و سربازان نیز به تیراندازی پاسخ دادند. یک شبه‌نظامی از اعضای گردان شهدای الاقصی کشته شد. عابیدی برای بازجویی به شین بت تحویل داده شد.
در سال ۲۰۱۷، اوران آلموگ، یکی از قربانیان این حمله، خطاب به شورای امنیت سازمان ملل متحد از تشکیلات خودگردان فلسطینی خواست تا با پرداخت کمک هزینه به تروریست‌ها را متوقف کند.

## واکنش‌های رسمی
آریل شارون، نخست‌وزیر اسرائیل گفت که آن‌ها یاسر عرفات، رئیس‌جمهور فلسطین را مسئول این حمله می‌دانند. عرفات این بمب‌گذاری را محکوم کرد. جرج دبلیو بوش، رئیس‌جمهور ایالات متحده، این حمله را محکوم کرد و آن را یک «حمله نفرت انگیز» خواند.

## عواقب

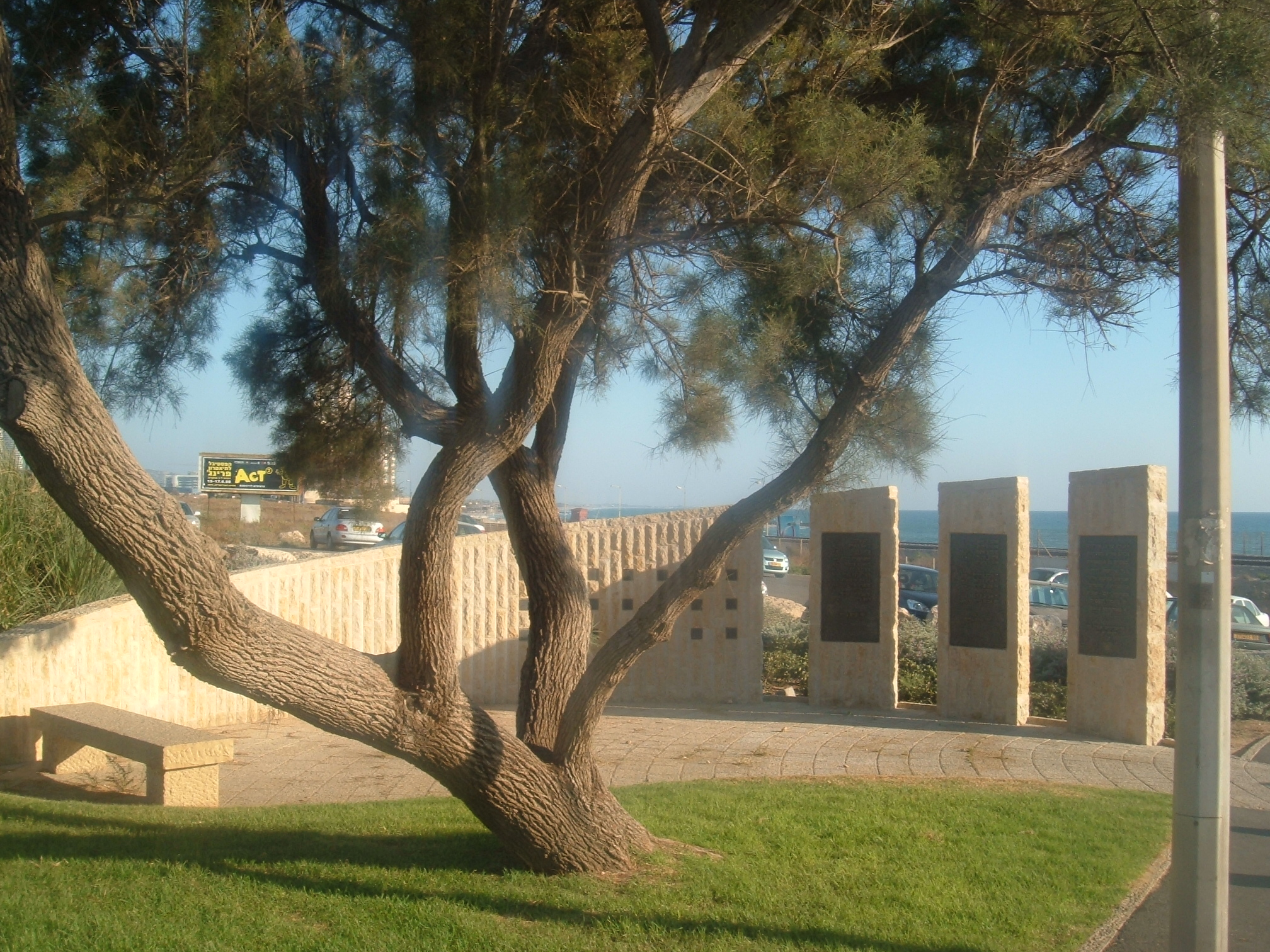
این بنای یادبود در نزدیکی رستوران، به یاد قربانیان حمله ساخته شده است

پدرش طییر در پاسخ به اقدامات دخترش، تمام پیام‌های تسلیت را رد کرد و در عوض گفت که به کاری که دخترش انجام داده افتخار می‌کند و این که «من فقط به خاطر کاری که او انجام داده است تبریک می‌پذیرم. این هدیه ای بود که او به من داد، به وطن و به مردم فلسطین.»
در اکتبر ۲۰۱۲، اتحادیه وکلای عرب جایزه برتر خود را به حنادی جرادت اعطا کرد و هیئتی را برای اهدای این جایزه به خانواده او فرستاد. ایمن ابوعیشه، که عضو کمیته فلسطین در اتحادیه وکلای عرب است، توضیح داد که وکلا به جرادات افتخار می‌کنند و گفت که بمب‌گذاری انتحاری «در دفاع از فلسطین و ملت عرب» بود.
اگرچه فضای داخلی رستوران در این حمله ویران شد، اما به سرعت بازسازی شد و ظرف چند ماه بازگشایی شد. بنای یادبودی در نزدیکی رستوران به یاد قربانیان کشته شده در این حمله ساخته شد.